# Zeller Berg (Kufstein)
Der Zeller Berg oder Zellerberg ist ein 597 m ü. A. hoher Berg in Kufstein in Tirol, der sich rund 100 Meter über den Talboden erhebt. Er ist 42 Meter höher als der Festungsberg. Er befindet sich im Stadtteil Zell, nur durch die Eisenbahntrasse vom Inn getrennt
Im Mittelalter gab es Pläne, wonach auf dem Felsgestein eine Parallel-Festung zur Festung Kufstein, die nur wenige hundert Meter entfernt am anderen Ufer liegt, erbaut werden sollte. Diese Pläne wurden nie in die Tat umgesetzt, und so wurde nur eine ganz kleine Wehranlage auf dem kleinen Berg errichtet, die schon lange abgetragen wurde.

## Burg unter Festung
Ein pensionierter Unteroffizier vermaß den Berg für einen Geländelauf, wodurch ihm wie künstlich angelegte Ebenen und Terrassen auffielen. Auf alten Karten aus dem Kriegsarchiv in Wien fand er Hinweise für eine Festung.
Er konnte das Institut für Archäologie der Universität Innsbruck zur Aufnahme von Grabungen motivieren. 2019 bis 2021 ist eine Anlage aus mehreren Bauphasen bis hinunter zur Zeit Kaiser Maximilians ergraben worden. Unter den Fundstücken ist eine vergoldete Gürtelschnalle aus seiner Zeit und eine spätgotische, grünglasierte Ofenkachel. 1805 wurde die Festung kampflos von Bayern eingenommen und noch
19. Jahrhundert abgetragen.

## Anderes
Da der Berg mit einem steilen Hang gleich neben der ÖBB-Strecke liegt, muss die Trasse immer wieder vor Fels- und Baumstürzen geschützt werden.
Der Zellerberg wurde erst im Juli 1947 von Kufstein eingemeindet, nachdem er vorher dem Nachbardorf Langkampfen gehörte. Dafür musste Kufstein das Pfrillseegebiet wieder an Langkampfen abgeben, das jedoch später wieder eingemeindet wurde. Ursprünglich wollte die Stadtgemeinde noch das Gebiet bis zum Stimmersee eingemeinden, doch wurde diese Forderung nicht durchgesetzt. Daher liegt Morsbach, zu dessen – Kufsteiner – Katastralgemeindegebiet auch der Zellerberg gehört, heute in beiden Gemeinden.
Am Zellerberg befindet sich eine sportliche Forstmeile.